# الکتریسیته

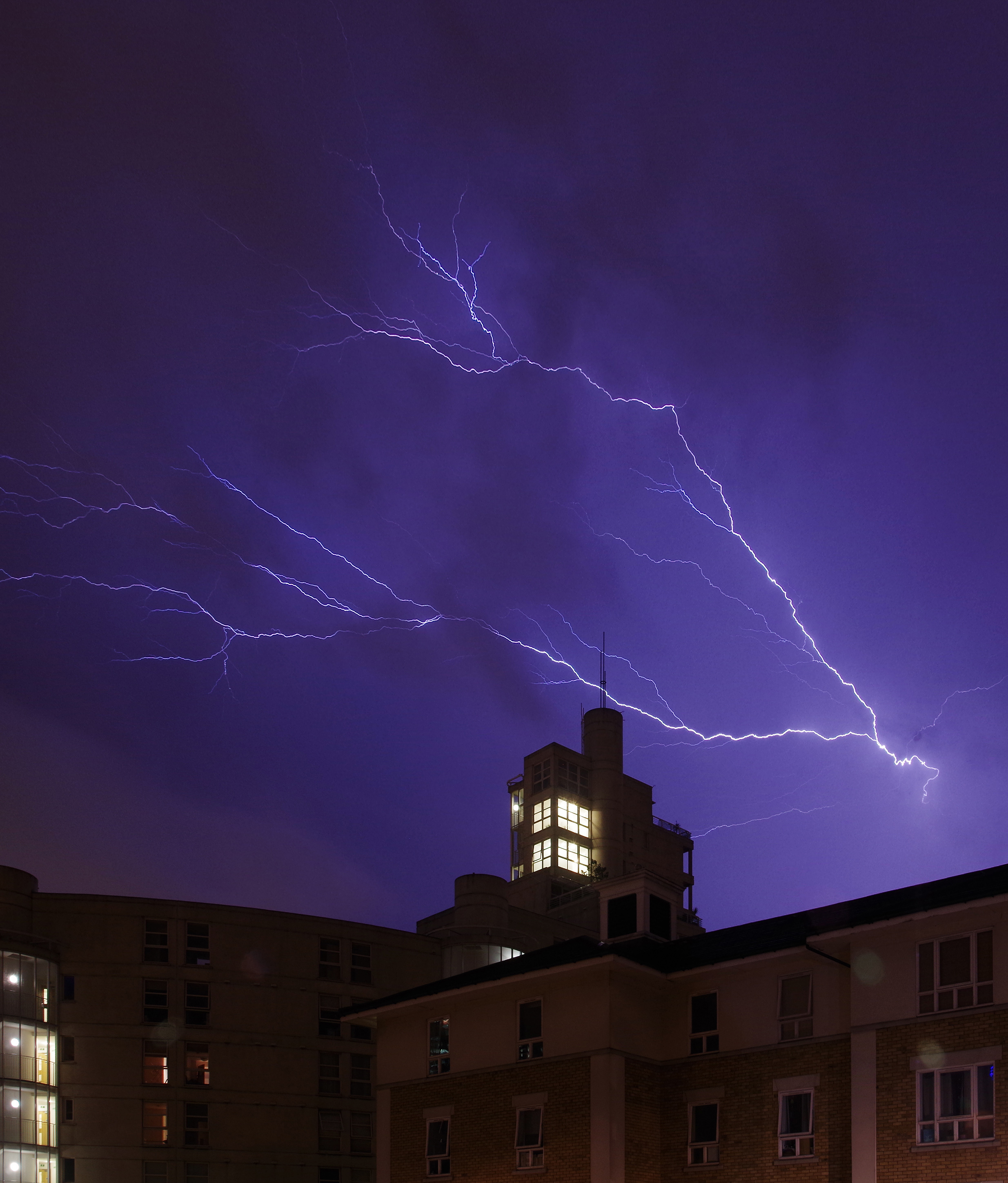
آذرخش و روشنایی معابر دوتا از دراماتیک‌ترین تأثیرات الکتریسیته است.

الکتریسیته (به فرانسوی: électricité) یا برق مجموعه‌ای از پدیده‌های فیزیکی است که به حضور و جریان بار الکتریکی وابسته است. طبق توصیف معادلات ماکسول، الکتریسیته با مغناطیس در ارتباط است و هر دو بخشی از پدیده الکترومغناطیس هستند. الکتریسیته آثار متنوع زیادی همچون آذرخش، الکتریسیته ساکن، گرمایش الکتریکی و تخلیه بار الکتریکی را دارد.
وجود بار الکتریکی، که می‌تواند مثبت یا منفی باشد، میدان الکتریکی تولید می‌کند. حرکت بار الکتریکی که جریان الکتریکی نام دارد میدانی مغناطیسی تولید می‌کند. زمانی که بار در مکانی با میدان مغناطیسی غیر صفر قرار می‌گیرد، نیرویی بر آن اثر خواهد گذاشت. اندازهٔ این نیرو با قانون کولن اندازه‌گیری می‌شود. اگر بار به حرکت در بیاید، میدان مغناطیسی بر روی بار کار انجام می‌دهد. پتانسیل الکتریکی به میزان کار مورد نیاز گفته می‌شود که یک واحد بار را از نقطهٔ اول به نقطهٔ ثانویه در میدان الکتریکی حمل کند و با ولت اندازه‌گیری می‌شود.
برق نقش کلیدی در فناوری‌های مدرن دارد و با استفاده از توان الکتریکی جریان الکتریکی مورد نیاز وسایل برقی تأمین می‌گردد و در الکترونیک که با مدارهای الکتریکی در ارتباط است، شامل اجزای فعال الکتریکی از جمله لامپ‌های خلأ، ترانزیستورها، دیودها و مدارهای مجتمع می‌باشد.
پدیده‌های الکتریکی از گذشته دور مورد مطالعه قرار گرفته‌اند، اما پیشرفت در درک نظری تا قرن‌های هفدهم و هجدهم به آرامی اتفاق افتاد. حتی آن زمان نیز کاربرد الکتریسیته اندک بود، و این موضوع تا اواخر قرن نوزدهم و زمانی که مهندسان قادر به استفاده از برق در مناطق صنعتی و مسکونی شوند، ادامه یافت. پیشرفت سریع در تکنولوژی الکتریکی صنعت و جامعه را دگرگون ساخت. کاربرد گسترده الکتریسیته سبب شد که از آن در موارد کاربردی بدون محدودیت شامل حمل و نقل، گرمایش، روشنایی، مخابرات و محاسبات استفاده شود. اکنون الکتریسیته پایه‌های جامعه صنعتی مدرن را تشکیل می‌دهد.

## ریشهٔ نام
کشف الکتریسیته با مالش کهربا رخ داد لذا اصل اسم الکتریسیته از «الکتروم» (electrum) که یعنی کهربا برگرفته شده است. در فارسی برای این واژه «برق» معادل‌گزینی شده که این واژه به معنای آذرخش می‌باشد.

## تاریخچه

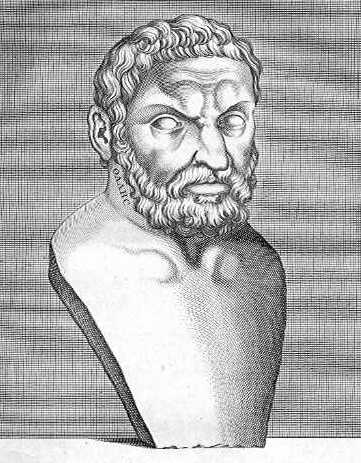
تالس، نخستین محقق شناخته شده دربارهٔ الکتریسیته

خیلی پیشتر از درک ماهیت الکتریسیته، انسان‌ها از شوک‌های ماهی‌های الکتریکی آگاهی داشتند، چنان‌که در نوشته‌های مصریان باستان که از سدهٔ ۲۸ پیش از میلاد باقی مانده‌اند، ماهی‌های الکتریکی را محافظ سایر ماهی‌ها توصیف کرده‌اند. گزارش‌های دیگری دربارهٔ ماهی‌های الکتریکی به وسیله یونان باستان، امپراطوری روم و طبیعت‌شناسان مسلمان نیز از هزاران سال پیش موجود است. چند نویسندهٔ باستانی، مانند پلنیوس و اسکریبونیوس لارگوس به وجود تأثیرات بی‌حس‌کنندهٔ شوک‌های الکتریکی ناشی از گربه‌ماهی‌های الکتریکی و سپرماهی‌سانان پی برده بودند و دریافتند که این شوک‌ها، به‌وسیلهٔ اشیای هادی انتقال می‌یابد. به بیماران مبتلا به بیماری‌هایی چون نقرس یا سردرد، توصیه می‌شد که ماهی الکتریکی را لمس کنند تا شاید نیروی قدرتمندش آن‌ها را درمان کند.
مردم در تمدن‌های کنار مدیترانه دریافته بودند که اجسامی چون کهربا، با مالش به موهای گربه می‌توانند اجسام سبک چون پر را جذب کنند. دانشمند و فیلسوف یونانی، تالس حدود ۶۰۰ سال پیش از میلاد، پس از مطالعاتی که بر روی الکتریسیتهٔ ساکن انجام داد، چنین برداشت کرد که مالش، کهربا را تبدیل به مادهٔ مغناطیسی می‌کند و برخلاف کهربا، کانی‌هایی چون مگنتیت برای خاصیت مغناطیسی‌شان نیازی به مالش ندارند. طبق نظریه‌ای مورد مناقشه، به دلیل اکتشاف باتری بغدادی، کشف الکتریسیته را به ایران و بین‌النهرین باستان در دوره اشکانیان نسبت می‌دهند. اما با وجود شباهت این قطعه باستانی با پیل گالوانی، دانشمندان در این مورد که واقعاً آن خاصیت الکتریکی داشته یا خیر تردید دارند. اولین و نزدیکترین روش کشف برای شناسایی آذرخش و الکتریسیته به اعراب نسبت داده می‌شود که پیش از سدهٔ پانزدهم میلادی، واژهٔ عربی «رعد» را به پرتوماهی برقی اطلاق کردند.

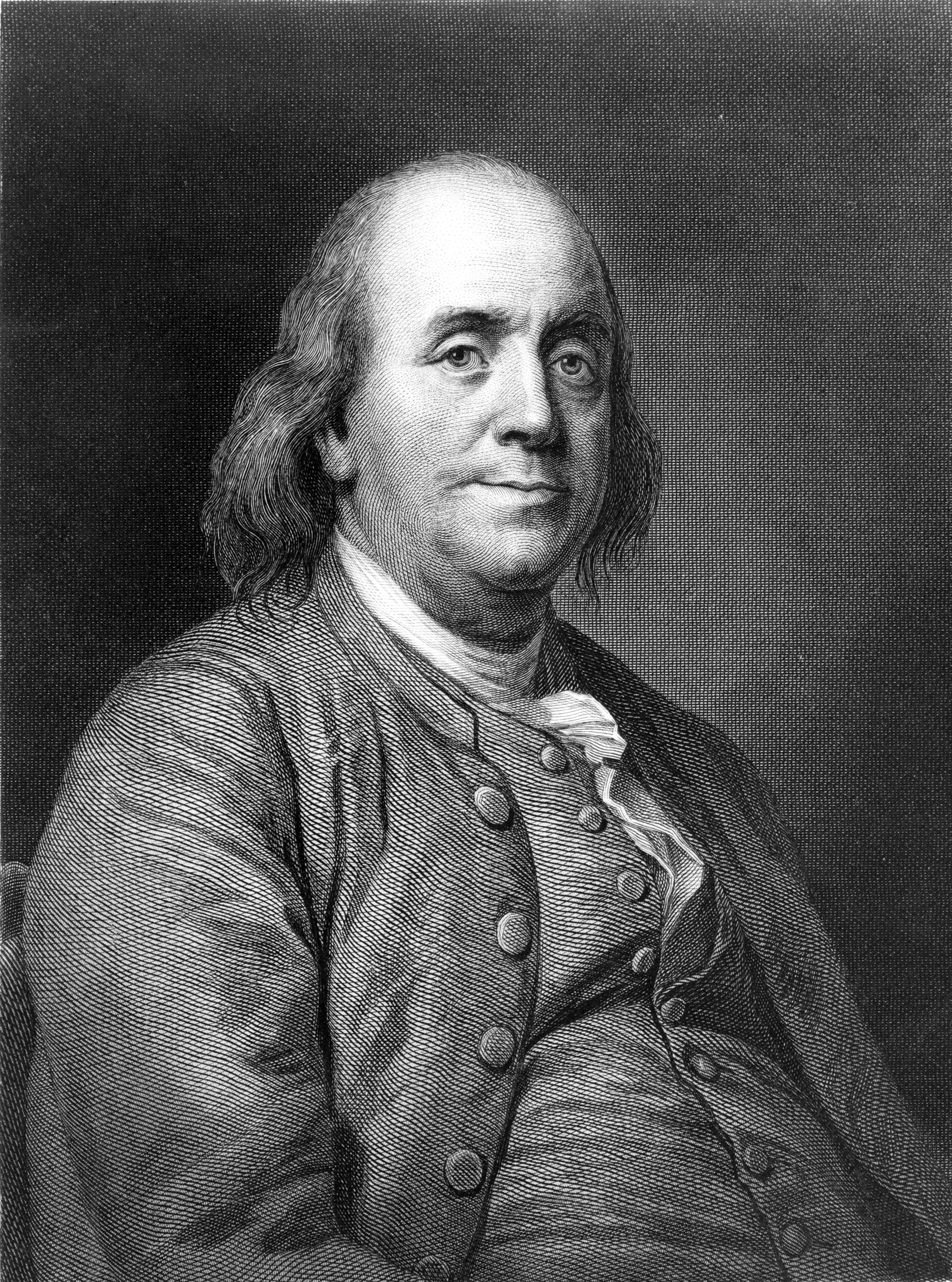
بنجامین فرانکلین در قرن هجدهم، تحقیقات وسیعی بر روی الکتریسیته انجام داد که این تحقیقات توسط جوزف پریستلی با عنوان تاریخچه و شرایط فعلی الکتریسیته تنظیم شد. فرانکلین با این فرد مکاتبات گسترده‌ای انجام داد.

الکتریسیته تا سال ۱۶۰۰ به مدت چند هزار سال تنها به‌عنوان یک کنجکاوی ذهنی قلمداد می‌شد، تا این‌که ویلیام گیلبرت، دانشمند انگلیسی، مطالعات دقیقی پیرامون الکتریسیته و مغناطیس انجام داد. او تأثیر سنگ آهنربا را به وسیلهٔ مالش کهربا شناسایی کرد. او واژهٔ الکتریکوس (به لاتین: electricus) را به خاصیت جذب اجسام کوچک پس از مالش نسبت داد. پس از این رویداد، واژهٔ الکتریسیته و الکتریکی برای اولین در کتاب سیودودکسیا اپیدمیکا، نوشته توماس براون چاپ شد.
بعدها افرادی چون اتو فن گریکه، رابرت بویل، استفن گری و چارلز فرانکویس این مسیر را ادامه دادند. در سدهٔ هجدهم میلادی، بنجامین فرانکلین تحقیقات گسترده‌ای پیرامون الکتریسیته انجام داد. او با فروش دارایی‌های خود، هزینهٔ این تحقیقات را فراهم کرد. مشهور است که او در سال ۱۷۵۲ یک کلید فلزی را به انتهای یک بادبادک مرطوب وصل کرد و آن را در آسمان طوفانی به هوا فرستاد. جرقه‌های متوالی که از کلید به پشت دستش می‌پریدند، نشان دادند که آذرخش قطعاً پدیده‌ای الکتریکی در طبیعت است. او همچنین رفتار ظاهراً متناقض بطری لیدن را به‌عنوان وسیله‌ای برای ذخیرهٔ مقادیر زیاد بار الکتریکی توصیف کرد.

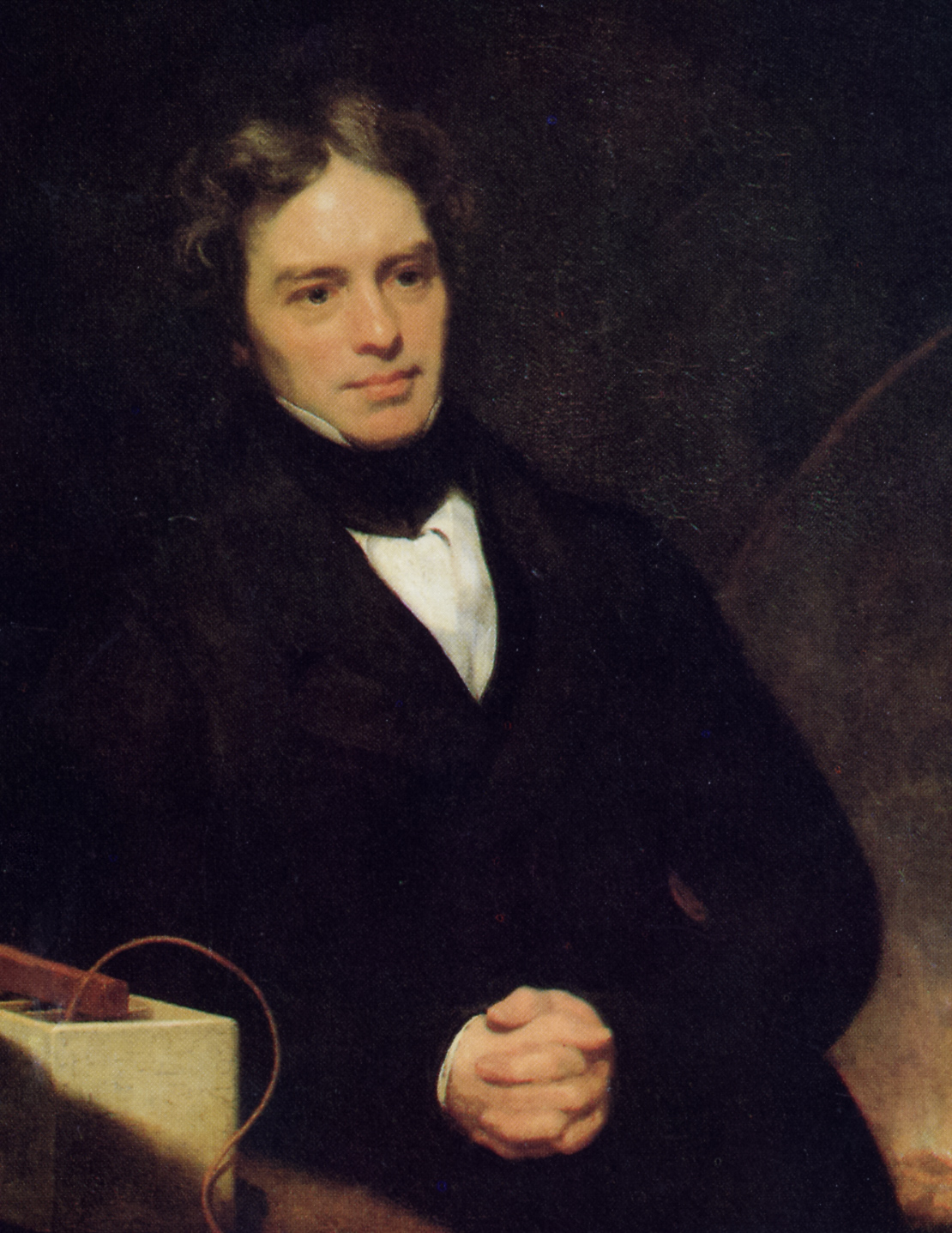
مایکل فارادی اساس تکنولوژی موتور الکتریکی را شکل داد.

در سال ۱۷۷۵، هیو ویلیامسون مجموعه‌ای از آزمایش‌ها در مورد شوک‌های وارد شده توسط مارماهی الکتریکی را به انجمن سلطنتی گزارش کرد. در همان سال، جراح و آناتومیست جان هانتر، ساختار اندام‌های الکتریکی ماهی را توصیف کرد. در سال ۱۷۹۱، لوییجی گالوانی اکتشاف خود در زمینه بیوالکتریک را منتشر کرد. او نشان داد که الکتریسیته واسطه‌ایست که به‌وسیلهٔ آن، سیگنال‌ها از یاخته‌های عصبی به ماهیچه‌ها انتقال می‌یابند. در سدهٔ هجدهم میلادی، باتری الساندرو ولتا، یا پیل ولتایی، که از روی هم قرار گرفتن لایه‌های متناوب روی و مس ساخته شده بود، برای دانشمندان منبع انرژی قابل اعتمادتری نسبت به ژنراتورهای الکترواستاتیکی قدیمی فراهم کرد. کشف الکترومغناطیس، یا همان وحدت پدیده‌های الکتریکی و مغناطیسی، در سال‌های ۱۸۱۹ تا ۱۸۲۰ به‌وسیلهٔ هانس کریستین اورستد و آندره ماری آمپر اتفاق افتاد. در سال۱۸۲۱، مایکل فارادی موتور الکتریکی را اختراع کرد و در سال ۱۸۲۷ گئورگ زیمون اهم مدار الکتریکی را از نظر ریاضی مورد بررسی قرار داد. در سال‌های ۱۸۶۱ و ٬۱۸۶۲جیمز کلرک ماکسول در کتاب دربارهٔ خطوط فیزیکی نیرو، الکتریسیته و مغناطیس را به‌طور قطعی به هم مرتبط ساخت.: ۱۴۸ 
درحالی که در اوایل سدهٔ نوزدهم میلادی پیشرفت‌های سریعی در دانش الکتریسیته اتفاق افتاد، اواخر قرن نوزدهم، شاهد بزرگ‌ترین پیشرفت در مهندسی برق بود. با تلاش افرادی چون الکساندر گراهام بل، اتو بلاثی، توماس ادیسون، گالیله فراری، الیور هویساید، انیوس جدلیک، چارلز آلگرنون پارسونز، ویلیام تامسون، ارنست فون زیمنس، جوزف سوان، نیکولا تسلا و جرج وستینگهاوس، الکتریسیته از حس کنجکاوی علمی به ابزاری مهم در زندگی مدرن و نیروی محرکی برای انقلاب صنعتی دوم تبدیل شد.
در سال ٬۱۸۸۷ هاینریش هرتز: 843–44  الکترودهایی را کشف کرد که وسیلهٔ پرتوی فرابنفش روشن می‌شدند و جرقه‌های الکتریکی را به سادگی ایجاد می‌کردند. در سال ۱۹۰۵، آلبرت اینشتین مقاله‌ای منتشر کرد که در آن با توصیف داده‌های آزمایشگاهی، اثر فوتوالکتریک را به‌عنوان نتیجهٔ انرژی نور نشان داد و ثابت کرد که این انرژی به‌وسیلهٔ بسته‌های کوانتمی حمل می‌شود و به الکترون‌ها انرژی می‌دهد. این اکتشاف منجر به انقلاب کوانتمی شد. اینشتین در سال ۱۹۲۱ به‌خاطر کشف اثر فوتوالکتریک جایزهٔ نوبل فیزیک گرفت.
اولین وسیلهٔ حالت جامد، ردیاب سبیل گربه‌ای بود که برای اولین‌بار در دههٔ ۱۹۳۰ در گیرنده‌های رادیویی به کار رفت. یک سیم که شبیه به سبیل گربه است به یک بلور جامد (مانند بلور ژرمانیوم) متصل است تا با استفاده از تأثیر نقطهٔ تماس، یک سیگنال رادیویی را شناسایی کند. در اجزای حالت جامد، جریان الکتریکی به عناصر و ترکیبات جامد وابسته است که به شکلی طراحی شده‌اند که بتوانند سیگنال الکتریکی را تقویت کنند. سیگنال الکتریکی را می‌توان به دو شکل تعبیر کرد: جریانی از الکترون‌ها با بار منفی، یا جریانی با بار مثبت که حاصل کاستی الکترون‌هاست که حفره الکترونی نامیده می‌شوند. مفهوم حفره‌های خالی و پر با توجه به فیزیک کوانتومی قابل درک است. مادهٔ سازنده حالت جامد نیز اغلب یک نیم‌رسانای بلوریست.
الکترونیک حالت جامد با ظهور ترانزیستور، ارتقا یافت. نخستین ترانزیستوری که با موفقیت آزمایش شد، ترانزیستور تماس نقطه‌ای بود که توسط جان باردین و والتر هاوسر براتین در سال ۱۹۴۷ اختراع شد، و پس از آن در سال ۱۹۴۸ ترانزیستور پیوندی دوقطبی اختراع شد.

## مفاهیم

### بار الکتریکی

بار روی الکتروسکوپ سبب می‌شود تا ورقه‌ها از یکدیگر دور شوند.

طبق سنت رایج، بار حمل شده توسط الکترون منفی و باری که پروتون حمل می‌کند مثبت در نظر گرفته می‌شود. قبل از اینکه این ذرات کشف شوند، بنجامین فرانکلین بار مثبت را به عنوان باری تعریف کرده بود که از مالش یک میلهٔ شیشه‌ای با پارچهٔ ابریشمی به دست می‌آید. پروتون طبق تعریف دقیقاً حامل بار ۱٫۶۰۲۱۷۶۶۳۴×۱۰−۱۹ کولن است. این مقدار به عنوان «بار بنیادی» نیز تعریف می‌شود. هیچ جسمی نمی‌تواند باری کوچکتر از بار بنیادی داشته باشد و هر مقدار باری که ممکن است یک جسم حمل کند، مضربی از بار بنیادی است. یک الکترون بار منفی برابری یعنی −۱٫۶۰۲۱۷۶۶۳۴×۱۰−۱۹ کولن دارد. نه فقط ماده، بلکه پادماده نیز دارای بار است، هر پادذره باری برابر و مخالف با ذرهٔ مربوط به خود دارد.
وجود بار الکتریکی سبب افزایش نیروی الکترواستاتیکی می‌شود: این بارها به یکدیگر نیرو اعمال می‌کنند؛ نیرویی که در گذشته شناخته شده ولی علتش نامعلوم بود.: 457  یک گوی سبک که از نخ آویزان است، هنگام تماس با میلهٔ شیشه‌ای باردار که با پارچه مالش داده شده، می‌تواند باردار شود. اگر گوی دیگری نیز با همان میله شیشه‌ای باردار شود، گوی قبلی را دفع می‌کند، چون بار الکتریکی تلاش می‌کند تا دو گوی را از هم دور کند. دو گوی باردار شده به وسیلهٔ میله پلاستیکی نیز یکدیگر را دفع می‌کنند. اما، اگر یک گوی به وسیلهٔ میلهٔ شیشه‌ای و گوی دیگر به وسیلهٔ میله پلاستیکی باردار شود، این دو گوی یکدیگر را جذب می‌کنند. شارل آگوستن دو کولن این پدیده را در قرن هجدهم کشف کرد. او استنباط کرد که بار الکتریکی، خود را به دو شکل نمایان می‌کند. این کشف منجر به تعریف یک اصل علمی شد: اجسام با بار همنام یکدیگر را دفع و اجسام با بار غیر همنام یکدیگر را جذب می‌کنند.
نیروی الکتریکی ذرات باردار را تحت تأثیر قرار می‌دهد. بار الکتریکی تمایل دارد که تا حد امکان به‌طور مساوی در یک سطح رسانا پخش شود. اندازهٔ نیروی الکترومغناطیسی، چه جاذبه باشد و چه دافعه، با استفاده از قانون کولن به‌دست می‌آید. مطابق این قانون، نیرو با حاصلضرب بار دو ذره در مجذور معکوس فاصلهٔ بین آن دو متناسب است.: 35  نیروی الکترومغناطیس بسیار نیرومند است و در واقع بعد از نیروی هسته‌ای قوی، نیرومندترین نیرو به‌شمار می‌آید. اما برخلاف آن، این نیرو در تمام فواصل اعمال می‌شود. در مقایسه با نیروی گرانش، نیروی الکترومغناطیسی که دو الکترون را دفع می‌کند، ۱۰۴۲ بار قویتر از نیروی جاذبهٔ گرانشی بین آن دو است.
مطالعات نشان می‌دهد که منشأ بار الکتریکی، انواع مخصوصی از ذرات زیراتمی هستند که ویژگی بار الکتریکی دارند. بار الکتریکی سبب تقویت نیروی الکترومغناطیسی می‌شود، که یکی از چهار نیروی بنیادی به حساب می‌آید. آشناترین حاملان بار الکتریکی، الکترونها و پروتونها هستند. تحقیقات حاکی از بقای بار الکتریکی است و این بدان معناست که در یک سیستم ایزوله، بدون توجه به هر تغییری که در سیستم روی دهد، مقدار کل بار الکتریکی ثابت می‌ماند. در یک سیستم، ممکن است بار الکتریکی به‌صورت تماس مستقیم یا با عبور از یک مادهٔ رسانا —مانند سیم— از جسمی به جسم دیگر منتقل شود.: 2–5  به وجود بار روی جسم، الکتریسیتهٔ ساکن گفته می‌شود. الکتریسیتهٔ ساکن اغلب هنگام مالش دو مادهٔ غیر همسان ایجاد می‌شود. در طی این فرایند، بار الکتریکی از یک ماده به دیگری انتقال می‌یابد که این بار الکتریکی را می‌توان به وسیلهٔ ابزارهای گوناگونی سنجید. الکتروسکوپ ابزار قدیمی برای سنجش بار الکتریکی است که هنوز در کلاس‌های درسی به کار می‌رود، اما در کاربردهای روزمره برق سنج الکترونیکی جایگزین آن شده است.: 2–5 

### جریان الکتریکی
حرکت بارهای الکتریکی را جریان الکتریکی گویند که شدت آن با واحد آمپر سنجیده می‌شود. جریان می‌تواند شامل حرکت هر ذرهٔ بارداری باشد. معمولاً جریان الکتریکی حاصل حرکت الکترون‌هاست، ولی هر ذرهٔ باردار در حال حرکتی، یک جریان الکتریکی ایجاد می‌کند. جریان الکتریکی می‌تواند در رساناهای الکتریکی به حرکت درآید، اما در عایق‌های الکتریکی نمی‌تواند به جریان افتد.
مطابق قرارداد تاریخی، جهت جریان مثبت برابر است با مسیری که ذره‌ها با بار مثبت طی می‌کنند، یعنی جریان مثبت از مثبت‌ترین بخش یک مدار به منفی‌ترین بخشش انتقال می‌یابد. جریانی که از این الگو پیروی کند، جریان قراردادی نام دارد؛ بنابراین، حرکت الکترون‌های دارای بار مخالف در یک مدار الکتریکی که یکی از آشناترین اشکال جریان الکتریکی است، در خلاف جهت حرکت الکترون‌ها مثبت فرض می‌شود. اما، بر اساس شرایط، یک جریان الکتریکی می‌تواند شامل یک جریان از ذرات باردار، چه در یک جهت و چه در هر دو جهت باشد. قرارداد مثبت به منفی برای ساده‌سازی این شرایط وضع شده است.

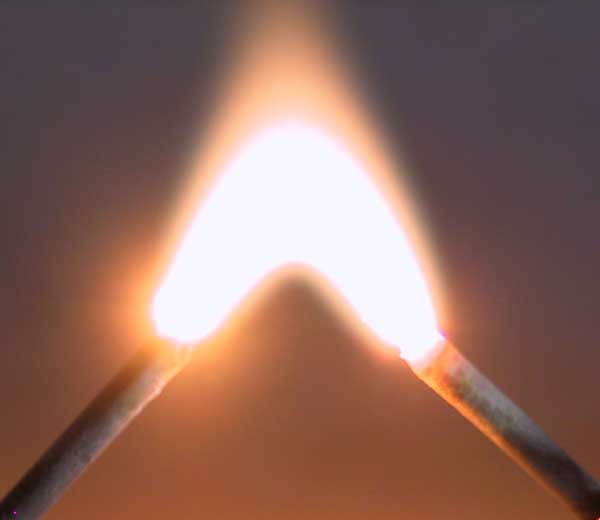
یک قوس الکتریکی یک دمونستراسیون الکتریکی از جریان الکتریکی فراهم می‌آورد.

به فرایندی که در آن جریان الکتریکی از مواد عبور می‌کند، «رسانایی الکتریکی» گفته می‌شود. رسانایی الکتریکی ذاتاً با ذرات باردار و ماده‌ای که به وسیلهٔ آن جابجا می‌شوند، متفاوت است. رسانایی فلزی، که الکترون‌ها در مادهٔ رسانایی مانند فلزات جریان می‌یابند و برق‌کافت، که در آن یون‌ها (اتمهای باردار) در مایعات یا پلاسماهایی مانند جرقه‌های الکتریکی جریان می‌یابند، مثال‌هایی از رسانایی هستند. در حالی که ذرات به خودی خود کُندند، و گاهی با سرعت رانش میانگین یک میلی‌متر در ثانیه پیش می‌روند،: 17  میدان الکتریکی که آن‌ها را پیش می‌برد، سرعت آن‌ها را به نزدیکی سرعت نور می‌رساند و سیگنال‌های الکتریکی را قادر می‌سازد تا به‌سرعت سیم‌ها را بپیمایند.
برای شناسایی و اثبات وجود جریان، به‌طور تاریخی، به چند تأثیر قابل مشاهدهٔ آن اتکا شده است. جریان الکتریکی می‌تواند آب را تجزیه کند. این موضوع در سال ۱۸۰۰ به وسیله ویلیام نیکولسون و آنتونی کارلیسله کشف شد و امروزه با نام برق‌کافت شناخته می‌شود. در سال ۱۸۳۳، مایکل فارادی تحقیقات نیکولسون و کارلیسله را بسیار گسترش داد و نشان داد که جریان در یک مقاومت الکتریکی سبب تجمع گرما در مقاومت می‌شود. در سال ۱۸۴۰، این اثر را جیمز ژول از نظر ریاضی مورد مطالعه قرار داد.: 23–24  یکی از مهم‌ترین اکتشافات مرتبط با جریان، به‌طور اتفاقی در سال ۱۸۲۰ به وسیله هانس کریستین اورستد صورت گرفت؛ او هنگام آماده‌کردن سخنرانی خود، مشاهده کرد که جریان در یک سیم، سوزنِ قطب‌نما را به حرکت درمی‌آورد.: 370  در آنجا بود که او الکترومغناطیس را —که یک تعامل اساسی بین الکتریسیته و مغناطیس است— کشف کرد. میزان انتشار الکترومغناطیسِ تولیدشده به‌وسیلهٔ قوس الکتریکی، برای ایجاد تداخل الکترومغناطیسی کافیست و می‌تواند برای باعث صدمه دیدن وسایل مجاور شود.
در وسایل مهندسی یا خانگی، جریان به دو دسته مستقیم و متناوب تقسیم می‌شود. این واژه‌ها به تغییرات جریان در بازهٔ زمانی اشاره دارد. جریان مستقیم، برای مثال از یک باتری گرفته می‌شود و بیشتر لوازم الکترونیکی بدان نیاز دارند. این جریان یک سویه است و همواره از قسمت مثبت مدار به قسمت منفی جریان می‌یابد.: 11  اگر این جریان به وسیلهٔ الکترون‌ها حمل شود، جهت جریان در خلاف جهتِ گفته‌شده خواهد بود. جریان متناوب جریانیست که جهتش به‌طور مکرر تغییر می‌کند. این تغییر، اغلب به‌شکل یک موج سینوسی است.: 206–07  بنابراین، جریان متناوب دارای پالس عقب و جلو است و در یک رسانا بدون حرکت بارها جریان تولید می‌کند. ارزش میانگین زمانی یک جریان متناوب، صفر است. اما این جریان انرژی را در یک مسیر می‌رساند و سپس تغییر جهت می‌دهد. جریان متناوب تحت تأثیر ویژگی‌های الکتریکی در شرایط پایدار جریان مستقیم، مانند القاوری و ظرفیت خازنی قرار می‌گیرد.: 223–25  این ویژگی‌ها زمانی مهم می‌شوند که شدت جریان گذرا باشد.

### میدان الکتریکی
مفهوم میدان الکتریکی توسط مایکل فارادی مطرح شد. میدان الکتریکی در اطراف جسم باردار شکل می‌گیرد و به تمام ذرات باردار درون میدان نیرو وارد می‌کند. میدان الکتریکی بین دو بار، مشابه میدان جاذبهٔ بین دو جرم عمل می‌کند و مانند آن، در فضای بی‌نهایت گسترش می‌باید و رابطه‌ای مجذور معکوس با فاصله نشان می‌دهد. اما میدان الکتریکی یک فرق اساسی با میدان جاذبه دارد: میدان جاذبه، همیشه در نقش جذب‌کننده عمل می‌کند و می‌کوشد تا دو جسم را به یکدیگر برساند، در حالی که میدان الکتریکی می‌تواند هم سبب جذب شود و هم دفع. از آن جا که اجسام بزرگ، مانند سیاره‌ها، دارای بار خالص نیستند، اغلب میدان الکتریکی در اطراف آن‌ها صفر است؛ لذا نیروی جاذبه با وجود این که بسیار ضعیف‌تر است، در گیتی نیروی غالب به‌شمار می‌آید.

خطوط میدان از بار مثبت در بالای صفحه رسانا ناشی می‌شوند.

میدان الکتریکی به‌طور عمومی در فضا متغیر است و شدت آن در هر نقطه با نیرویی مشخص می‌شود که توسط یک بار الکتریکی غیرمتحرک حس می‌شود.: 469–70  بار فرضی، که ذرهٔ آزمون نام دارد، بسیار کوچک است تا میدان الکتریکی آن با میدان الکتریکی اصلی تداخل نداشته باشد و همچنین ثابت است تا از تأثیر میدان‌های مغناطیسی جلوگیری کند. از آن جا که میدان الکتریکی با واحد نیرو شناسایی می‌شود و نیرو نیز برداری اقلیدسی است، در نتیجه، میدان مغناطیسی برداری است که هم شدت دارد و هم مسیر و در واقع، میدانی برداری است.: 469–70 
میدان الکتریکی به‌وسیلهٔ مجموعه‌ای از خطوط فرضی نمایش داده می‌شود که در هر نقطه از میدان مسیر آن را نمایش می‌دهند. این روش نمایش میدان الکتریکی به‌وسیلهٔ فارادی مطرح شد. واژهٔ «خط نیرو» که او برای این منظور تعریف کرده بود نیز هنوز کاربرد دارد. خطوط نیرو، مسیرهایی هستند که یک بار مثبت نقطه‌ای هنگامی که بدان نیرو وارد می‌شود، آن مسیرها را طی می‌کند. خطوط نیرو یک مفهوم ذهنی هستند و واقعیت فیزیکی ندارند و میدان به فضای بین این خطوط فرضی نیز نفوذ دارد. خطوط میدانِ ناشی از بارهای ساکن، چند ویژگی کلیدی دارند: نخست، آن‌ها از بارهای مثبت سرچشمه می‌گیرند و به بارهای منفی ختم می‌شوند؛ دوم آن که باید با زاویه‌ای قایم وارد اجسام رسانا شوند؛ و سوم آن که هرگز یکدیگر را قطع نمی‌کنند.: 479 
یک جسم رسانای توخالی تمام بارش را در سطح خارجی خود نگه می‌دارد. در نتیجه میدان الکتریکی در تمام نقاط داخلِ جسم، صفر است.: 88  این موضوع نقش اصلی را در قفس فاراده بازی می‌کند. این قفس، پوستهٔ فلزی رساناست که فضای داخلی خود را از تأثیرات الکتریکی خارجی جدا می‌کند. نقش الکتریسیتهٔ ساکن در طراحی آیتم‌های وسایل ولتاژ بالا، چشمگیر است. برای شدت میدان الکتریکی که یک جسم متوسط می‌تواند تحمل کند، محدودیتی وجود دارد. فراتر از این نکته، شکست الکتریکی رخ می‌دهد و قوس الکتریکی سبب ایجاد صاعقه بین دو قسمت باردار می‌شود. برای مثال، هوا تمایل دارد با عبور دادن قوس الکتریکی و ایجاد شکاف، شدت میدان الکتریکی را به بیش از ۳۰ کیلوولت بر سانتی‌متر برساند. در شکاف‌های بزرگتر، شدت شکست ضعیفتر است و شاید یک کیلوولت در هر سانتیمتر باشد. مهم‌ترین رویداد قابل مشاهده از یک شکست الکتریکی، پدیدهٔ آذرخش است، که زمانی اتفاق می‌افتد که با افزایش ستون‌های هوا، بارها در ابرها جدا شوند و میدان الکتریکی هوا را افزایش دهند تا از حد تحمل، تجاوز کند. ولتاژ آذرخش‌های بزرگ می‌تواند به بزرگی ۱۰۰ مگاولت باشد و تا ۲۵۰ کیلووات ساعت انرژی را تخلیه کند: ۲۰۱–۰۲ 
شدت میدان تا حد زیادی تحت تأثیر اجسام رسانای نزدیک میدان قرار دارد. شدت میدان به خصوص در اشیای نوک‌تیز تشدید می‌شود. از این موضوع در برقگیرها استفاده می‌شود چنانکه آذرخش، با استفاده از تیر نوک‌تیز برقگیر مهار می‌شود تا ساختمان زیر آن، از صدمه دیدن در اثر صاعقه در امان بماند.: 155 

### پتانسیل الکتریکی

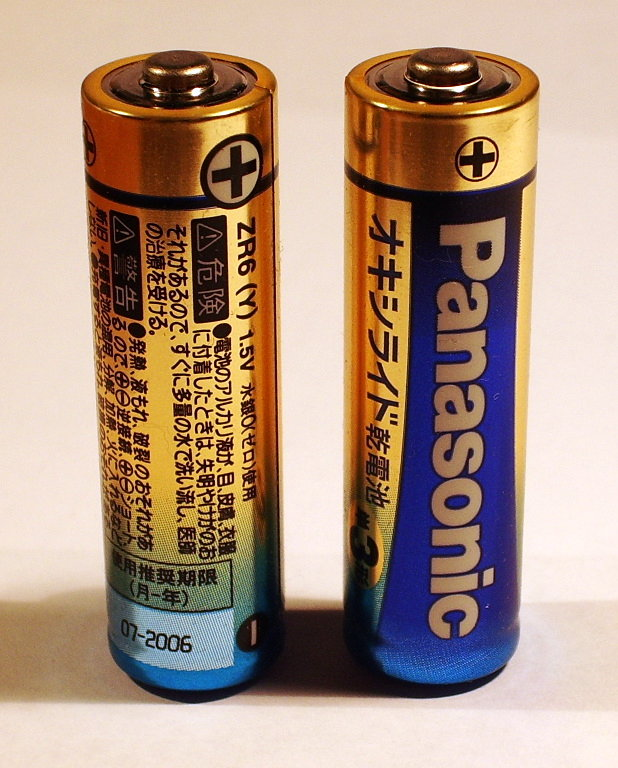
یک جفت باتری ای‌ای. علامت + نشان دهنده قطبش اختلاف پتانسیل بین خروجی‌های باتری است.

مفهوم پتانسیل الکتریکی با میدان الکتریکی ارتباط نزدیکی دارد. به بار کوچکی که در یک میدان الکتریکی قرار می‌گیرد، نیرو وارد می‌شود، و برای حرکت دادن این بار برخلاف نیرویی که بدان وارد می‌شود، به کار نیازمندیم. پتانسیل الکتریکی در هر نقطه میزان انرژی لازم برای آوردن بار آزمون از فاصله بی‌نهایت دور به آن نقطه است. واحد آن اغلب ولت است، و یک ولت، پتانسیلی است که با استفاده از یک ژول کار می‌توان یک بار یک کولنی را از فاصله بی‌نهایت دور، به یک نقطه آورد.: 494–98  توصیح پتانسیل اگرچه رسمی است، کاربرد چندان ندارد و مفهوم کاربردی‌تر، اختلاف پتانسیل الکتریکی است که به انرژی لازم برای به حرکت درآوردن بار آزمون بین دو نقطه مشخص گفته می‌شود. میدان الکتریکی پایستار است؛ یه این معنا که به مسیری که بار می‌پیماید وابسته نیست، چون تمام مسیرهای بین دو نقطه به انرژی یکسانی نیاز دارند و بنابرین یک مقدار منحصر به فرد برای اختلاف پتانسیل مورد نیاز است.: 494–98  یکای ولت به عنوان واحد اندازه‌گیری و توصیف اختلاف پتانسیل الکتریکی یا ولتاژ شناخته می‌شود.
برای اهداف کاربردی، بهتر است نقطه‌ای به‌عنوان مبدأ انتخاب گردد و پتانسیل با توجه به آن اندازه‌گیری و مقایسه شود. مبدأ خیلی مناسب می‌تواند زمین الکتریکی باشد، که فرض بر اینست که پتانسیلش در تمام نقاط یکسان است. نام نقطه مبدأ، زمین الکتریکی است. زمین به‌عنوان منبع بی‌پایان از بارهای معادل مثبت و منفی فرض می‌شود و به همین دلیل، از نظر الکتریکی خنثی و غیرقابل باردار شدن است.
پتانسیل الکتریکی یک کمیت اسکالر است. به‌همین‌دلیل، تنها اندازه دارد و جهت ندارد. پتانسیل الکتریکی، مشابه بلندی است: همان‌طور که یک جسمِ رهاشده به‌دلیل اختلاف ارتفاع، به‌وسیلهٔ میدان جاذبه به سمت پایین سقوط می‌کند، بار الکتریکی نیز به‌دلیل اختلاف پتانسیل ناشی از میدان مغناطیسی سقوط می‌کند.
میدان الکتریکی به‌طور رسمی به‌عنوان نیروی وارده به واحد بار تعریف می‌شود. اما مفهوم پتانسیل اجازهٔ استفاده از تعریفی مفیدتر و معادل را می‌دهد: میدان الکتریکی گرادیان مکانی پتانسیل الکتریکیست. واحدش اغلب ولت بر متر است و جهت بردار میدان، بزرگ‌ترین شیب پتانسیل و جایی است که خطوط هم‌پتانسیل در نزدیکترین حالت قرار دارند.: 60 

### الکترومغناطیس

میدان مغناطیسی، در اطراف یک جریان

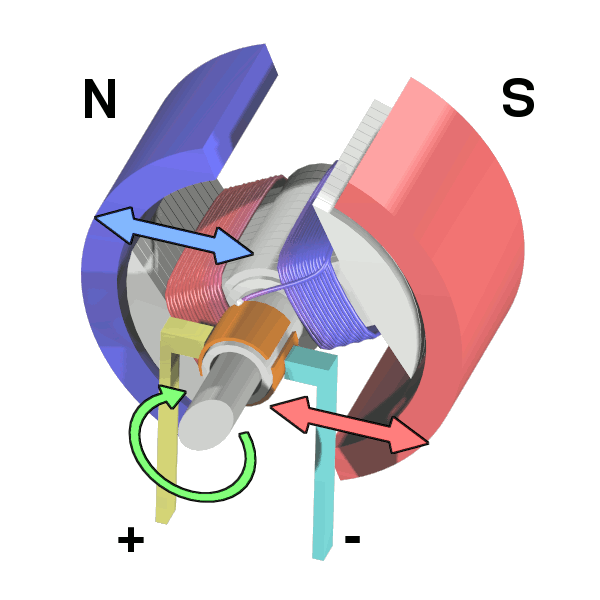
موتور الکتریکی از یک اثر مهم در الکترومغناطیس استفاده می‌کند: جریان در میدان مغناطیسی نیرویی عمود بر میدان و جریان تجربه می‌کند.

کشف اورستد در سال ۱۸۲۱ مبنی بر وجود میدان مغناطیسی پیرامون سیم‌های حامل جریان الکتریکی، نشان داد که بین الکتریسیته و مغناطیس رابطه‌ای مستقیم وجود دارد. به نظر می‌رسید این فعل و انفعال با نیروی جاذبه و الکتریکی (دو نیروی طبیعت که تا آن زمان شناخته شده بودند)، متفاوت است. نیرویی که به سوزن قطب‌نما وارد می‌شد، آن را به سیم حامل جریان نه نزدیک می‌کرد و دور، اما با آن زاویهٔ قائمه می‌ساخت. واژه‌های نسبتاً ناآشنای اورستد این بود: «تضاد الکتریکی به روشی چرخشی عمل می‌کند.» این نیرو همچنین به جهت جریان نیز بستگی داشت؛ یعنی اگر جهت جریان برعکس می‌شد، جهت نیرو نیز معکوس می‌گشت.
اورستد اکتشاف خود را به‌طور کامل متوجه نشد، اما مشاهده کرد که آثار متقابل بودند: جریان به آهنربا و آهنربا به جریان نیرو وارد می‌کند. بعدها، آندره ماری آمپر این پدیده را بررسی کرد. او کشف کرد که دو سیم موازی حامل جریان به یکدیگر نیرو وارد می‌کنند. دو سیم که جهت جریانشان یکسان است، یکدیگر را جذب و دو سیم که جهت جریانشان مخالف هم است یکدیگر را دفع می‌کنند. این فعل و انفعال به‌واسطهٔ میدان مغناطیسی ایجاد می‌شود که هر جریان تولید می‌کند و اساس تعریف جهانی آمپر را شکل می‌دهد.

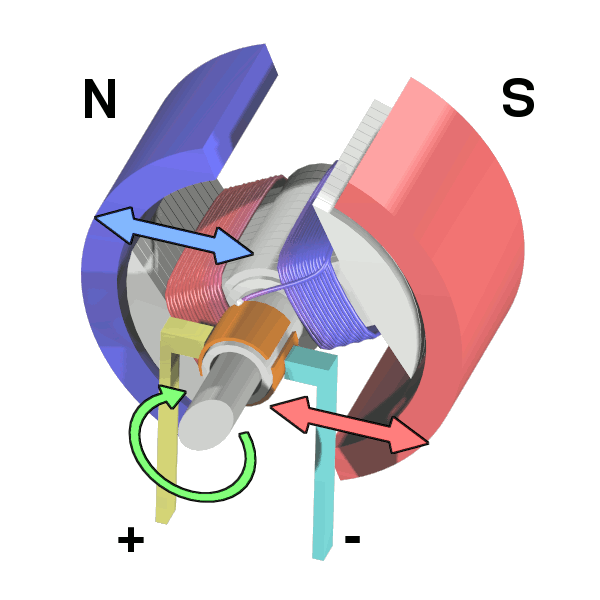
موتور الکتریکی از یک اثر مهم در الکترومغناطیس استفاده می‌کند: جریان در میدان مغناطیسی نیرویی عمود بر میدان و جریان تجربه می‌کند.

رابطه بین میدان‌های مغناطیسی و جریان بسیار مهم است، زیرا سبب شد مایکل فارادی در سال ۱۸۲۱، موتور الکتریکی را اختراع کند. موتور تک‌قطبی فارادی از یک آهنربا داخل مخزن جیوه تشکیل می‌شد. جریان به‌وسیلهٔ سیمی آویزان از محور بالای آهنربا و غوطه‌ور در جیوه برقرار می‌شد. آهنربا نیرویی مماسی بر سیم وارد می‌کرد و برای اینکه جریان برقرار شود، آن را پیرامون آهنربا می‌پیچاند.
آزمایش‌های فارادی در سال ۱۸۳۱ نشان داد در بین دو نقطهٔ منتهایی سیمی که عمود بر یک میدان مغناطیسی حرکت می‌کند، اختلاف پتانسیل ایجاد می‌شود. آنالیزهای متعاقب این فرایند، که با نام القای الکترومغناطیسی مشهور است، او را قادر ساخت تا قانون مشهور القای فارادی را بیان کند، قانونی که مطابق آن اختلاف پتانسیل مدار بسته، متناسب با تغییرات شار مغناطیسی حلقه است. استفاده از این کشف، او را قادر ساخت تا در سال ۱۸۳۱ اولین مولد الکتریکی را اختراع کند که انرژی مکانیکی دیسک مسی در حال چرخش را به انرژی الکتریکی تبدیل می‌کرد. دیسک فارادی هیچ استفاده عملی نداشت، ولی نشان داد که می‌توان با استفاده از مغناطیس نیروی الکتریکی تولید کرد.

### مدارهای الکتریکی

یک مدار الکتریکی ساده. منبع ولتاژ V در سمت چپ جریان الکتریکی I را تولید می‌کند و انرژی الکتریکی را به مقاومت R می‌رساند. جریان از مقاومت به منبع بازمی‌گردد و مدار کامل می‌شود.

مدار الکتریکی اتصالی داخلی از اجزای الکتریکی است تا بارهای الکتریکی در مسیر بسته، به‌منظور هدفی معین جریان یابند.
اجزای مدار الکتریکی می‌تواند شکل‌های مختلفی داشته باشد که شامل عناصری چون مقاومتها، خازنها، کلیدها، ترانسفورماتورها و وسایل الکترونیکی است. مدارهای الکتریکی حاوی اجزای فعال به ویژه نیم‌رساناها هستند و رفتاری غیر خطی نشان می‌دهند که نیازمند آنالیز پیچیده‌ای است. ساده‌ترین اجزای الکتریکی، اجزای غیرفعال و خطیاند که اگرچه ممکن است به‌طور موقت انرژی را ذخیره کنند، ولی شامل هیچ منبعی از آن نمی‌شوند و به تحریک‌ها پاسخ خطی می‌دهند.: 15–16 
شاید مقاومت ساده‌ترین عنصر غیرفعال مدار باشد. مقاومت، همان‌طور که از نامش پیداست، در مقابل جریان مقاومت نشان می‌دهد و انرژی را به‌صورت گرما هدر می‌دهد. مقاومت حاصل حرکت بار در رساناست: برای مثال، در فلزات، مقاومت از برخورد الکترون‌ها و یون‌ها با هم حاصل می‌شود. قانون اهم قانون ابتدایی نظریه مدارها است و بیان می‌کند که جریان گذرا از یک مقاومت، با اختلاف پتانسیل دو سر آن متناسب است. مقاومت بیشتر مواد در طیف‌های مختلف دما و جریان تقریباً ثابت است؛ موادی که از این شرایط پیروی می‌کنند، مواد «اهمی» نام دارند. اهم، واحد مقاومت است که به افتخار گئورگ زیمون اهم نامگذاری شده و علامتش حرف یونانیِ Ω است. یک اهم، مقاومتی است که در پاسخ به جریان یک آمپری، اختلاف پتانسیل یک ولتی ایجاد می‌کند.: 30–35 
خازن حاصل توسعه بطری لیدن و وسیله‌ای است که می‌تواند بار را به شکل انرژی الکتریکی در میدان حاصل ذخیره کند. خازن از دو صفحه رسانا ساخته شده که به‌وسیلهٔ عایق دی‌الکتریک از یکدیگر جدا شده‌اند. در عمل، ورقه‌های فلزی نازک به یکدیگر چسبیده‌اند تا سطح تماس در واحد حجم و در نتیجه ظرفیت خازنی را افزایش دهند. واحد ظرفیت خازن، بعد از مایکل فارادی، فاراد نامگذاری شد که با علامت F نشان داده می‌شود. یک فاراد، حاصل اختلاف پتانسیل یک ولتی حاصله به هنگام ذخیره یک کولن بار الکتریکی در خازن است. خازن متصل به منبع تغذیه در ابتدا به این دلیل که بار الکتریکی انباشته می‌کند، جریانی ایجاد می‌نماید. این جریان رفته رفته با پر شدن خازن کم می‌شود و در انتها به صفر می‌رسد؛ لذا یک خازن، جریان پایدار ایجاد نمی‌کند، بلکه مسیر آن را می‌بندد.: 216–20 
القاگر با قابلیت رسانش، اغلب به شکل سیم پیچ است و در میدان مغناطیسی حاصل از جریان عبوری انرژی ذخیره می‌کند. زمانی که جریان تغییر می‌کند، میدان مغناطیسی و همچنین ولتاژ بین دو سر رسانا نیز دچار تغییر و تحول می‌گردد. ولتاژ حاصله، با مشتق زمانی جریان متناسب است. ثابت تناسب ضریب خودالقایی یا «آندوکتانس» نام دارد. واحد ضریب خودالقایی هانری است که به افتخار جوزف هانری انتخاب شده است. یک هانری، مقداری از ضریب خودالقایی است که اگر جریان گذرا از آن القاگر در هر ثانیه یک آمپر تغییر کند، اختلاف پتانسیل یک ولتی را ایجاد می‌کند. از برخی جهات، رفتار القاگر برعکس خازن است: القاگر در جریان مستقیم تبدیل به مقاومت عادی می‌شود اما در مقابل جریان در حال تغییر ایستادگی می‌کند.: 226–29 

### توان الکتریکی
توان الکتریکی مقدار انرژی الکتریکی است که در واحد زمان به وسیله مدار الکتریکی جابجا می‌شود. واحد توان در دستگاه بین‌المللی یکاها وات است که با حرف P نمایش داده می‌شود. یک وات معادل یک ژول بر ثانیه است. توان الکتریکی مانند توان مکانیکی، سرعت انجام کار است. توان الکتریکی تولید شده به وسیله یک جریان الکتریکی، برابر است با بار Q که در هر t ثانیه از اختلاف پتانسیل V عبور می‌کند.
{\displaystyle P={\frac {QV}{t}}=IV\,}
در این رابطه
Q بار الکتریکی با واحد کولن
T زمان با واحد ثانیه
I جریان الکتریکی با واحد آمپر
V ولتاژ با واحد ولت
تولید انرژی الکتریکی اغلب به وسیله مولد الکتریکی صورت می‌گیرد، اما این اتفاق می‌تواند به وسیله باتریهای شیمیایی یا سایر انواع متنوع منابع انرژی نیز اتفاق افتد. توان الکتریکی لازم برای کسب و کار و استفاده خانگی به وسیله صنعت نیرو تولید می‌شود. واحد فروش برق کیلووات ساعت (۳٫۶مگاژول) است که حاصل ضرب نیرو با واحد کیلووات در زمان با واحد ساعت است. شرکت‌های برق، میزان الکتریسته مصرفی را به وسیله کنتور اندازه‌گیری می‌کنند، که انرژی الکتریکی مصرفی مشتریان را نمایش می‌دهد.

### الکترونیک

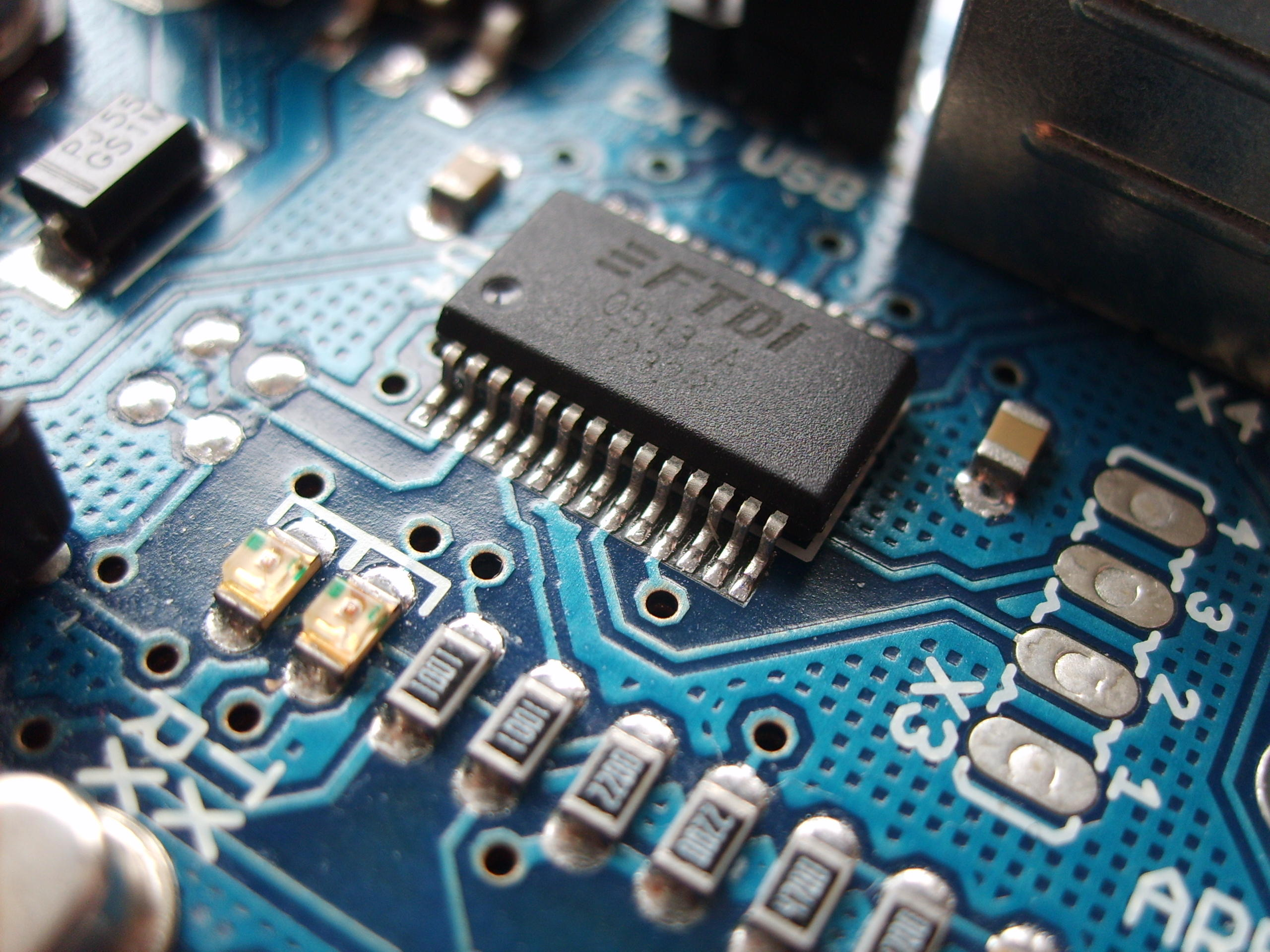
اجزای الکتریکی فناوری نصب سطحی

الکترونیک با مدارهای الکتریکی در ارتباط است که شامل اجزای الکتریکی فعال مانند لامپ‌های خلأ، ترانزیستورها، دیودها و مدارهای مجتمع می‌شود و با تکنولوژی‌های اتصال داخلی غیرفعال در ارتباط است.: 1–5, 71  رفتار غیرخطی اجزای فعال و توانایی آن‌ها در کنترل جریانهای الکترونی، سیگنال‌های ضعیف را تقویت می‌کند و در پردازش اطلاعات، مخابرات و پردازش سیگنال استفاده گسترده‌ای از الکترونیک صورت می‌گیرد.: 75  توانایی وسایل الکترونیک در عمل کردن به عنوان مدار امکان پردازش اطلاعات را فراهم می‌سازد. تکنولوژی‌های اتصال داخلی مانند بردهای مدار چاپی، تکنولوژی بسته‌بندی الکترونیک، و سایر انواع متنوع وسایل ارتباطی، قابلیت مدار را کامل کرده و اجزای مخلوط را به شکل یک سامانه کارآمد تبدیل کرده است.
امروزه، بسیاری از وسایل الکترونیکی به منظور کنترل الکترونی از مواد نیم‌رسانا استفاده می‌کنند. مطالعه وسایل نیم‌رسانا و تکنولوژی مرتبط با آن‌ها شاخه‌ای با نام فیزیک حالت جامد ایجاد کرده است، و طراحی و ساخت مدارهای الکتریکی برای حل مسائل عملی و فنی، در زیرشاخهٔ مهندسی الکترونیک قرار دارد.

### موج الکترومغناطیسی
فارادی و آمپر نشان دادند که یک میدان مغناطیسی متغیر در زمان، منبع یک میدان الکتریکی و یک میدان الکتریکی متغیر در زمان، منبع یک میدان مغناطیسی است. پس زمانی که یکی از این دو میدان در بازه زمانی تغییر می‌کند، دیگری ایجاد می‌شود.: 696–700  این پدیده، ویژگی‌های موج را دارد و به‌طور طبیعی با نام تابش الکترومغناطیسی یاد می‌شود. در سال ۱۸۶۴، جیمز کلرک ماکسول، امواج الکترومغناطیسی را از نظر تئوری بررسی کرد. ماکسول مجموعه‌ای از روابط را بیان کرد که قادر بودند ارتباط بین میدان الکتریکی، میدان مغناطیسی، بار الکتریکی و جریان الکتریکی را به روشنی نشان دهند. او همچنین ثابت کرد که این امواج، با سرعت نور حرکت می‌کنند، بنابراین خود نور نیز شکلی از تابش‌های الکترومغناطیس است. معادلات ماکسول، که نور، میدان و بار را یکپارچه می‌کند، یکی از بزرگ‌ترین نقاط عطف فیزیک تئوری است.: 696–700 
تلاش بسیاری از محققان، امکان استفاده از الکترونیک برای تبدیل سیگنال‌ها به جریان فرکانس بالای نوسان‌دار را فراهم ساخت و به‌وسیلهٔ رساناهای دارای شکل مناسب، الکتریسیته اجازهٔ ارسال و دریافت این سیگنال‌ها را به‌وسیلهٔ امواج رادیویی در فاصله‌های بسیار دور صادر کرد.

## تولید، ذخیره‌سازی و استفاده

### تولید و انتقال

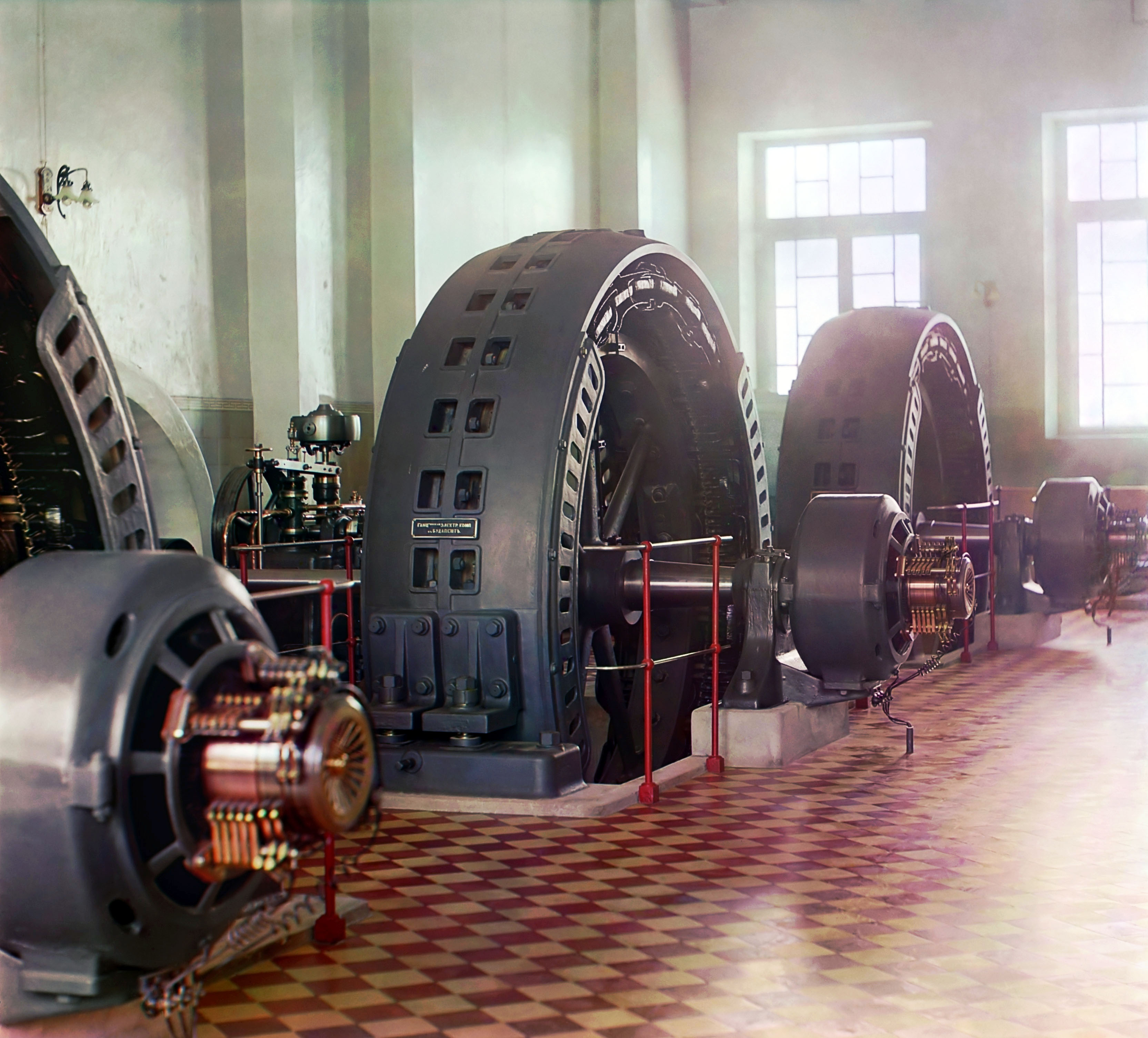
دستگاه تولید برق متناوب ساخته شده در قرن بیستم در بوداپست مجارستان، در اتاق تولید نیروی برق‌آبی در نیروگاه تولید برق (عکس از سرگی میخائیلوویچ).

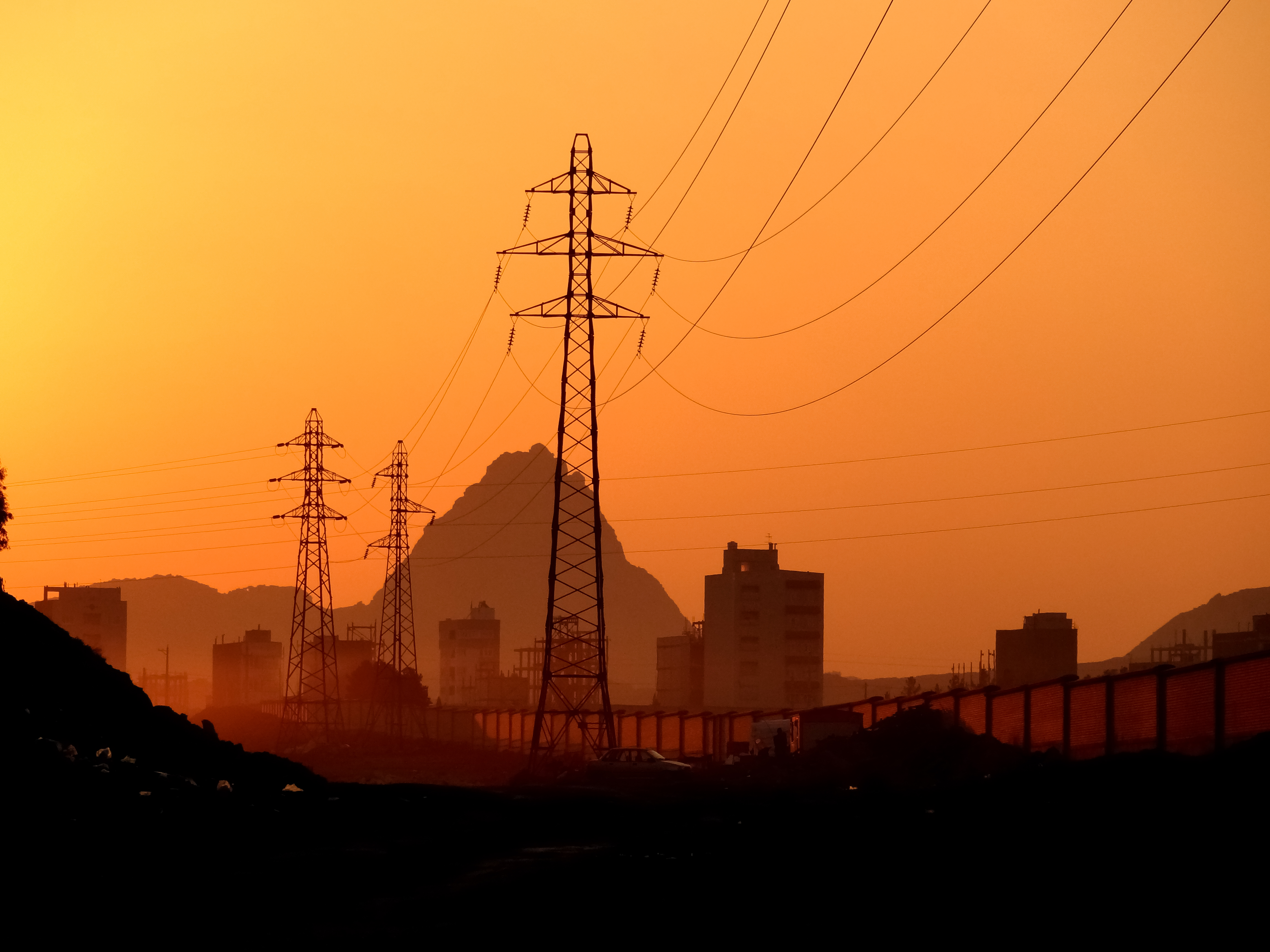
کابل‌هایی که برای نقل و انتقال برق فشار قوی به مناطق دور در ایران استفاده می‌شوند

آزمایش‌های تالس با میلهٔ کهربا، اولین مطالعات پیرامون تولید انرژی الکتریکی بود. اگرچه این روش، که به اثر برق مالشی معروف است، می‌تواند اجسام سبک را بلند و جرقه تولید کند، اما بسیار ناموثر است. تا پیش از اختراع پیل ولتایی در قرن هجدهم، هیچ منبع الکتریسیته مداومی در دسترس نبود. پیل ولتایی و نسل مدرنش، باتری‌های الکتریکی، انرژی شیمیایی را ذخیره می‌کنند و در هنگام نیاز آن را به شکل انرژی الکتریکی در دسترس قرار می‌دهند.
الکتریسیته، اغلب به‌وسیلهٔ مولدهای الکتریکی تولید می‌شود که با بخار حاصل از احتراق سوخت‌های فسیلی، گرمای آزاد شده از رآکتورهای هسته‌ای یا سایر منابع انرژی مانند انرژی جنبشی حاصله از باد و جریان آب به حرکت در می‌آیند. توربین بخار مدرن که در سال ۱۸۸۴ توسط چارلز آلگرنون پارسونز اختراع شد، امروزه با استفاده از منابع متنوع گرما، حدود ۸۰ درصد توان الکتریکی جهان را تولید می‌کند. این مولدها هیچ شباهتی به مولد تک‌قطبی فارادی که در سال ۱۸۳۱ اختراع شد، ندارند، اما از قانون الکترومغناطیسی او پیروی می‌کنند که می‌گوید رسانایی که به میدان مغناطیسی متغیری متصل است بین دوسرش، اختلاف پتانسیل تولید می‌شود.

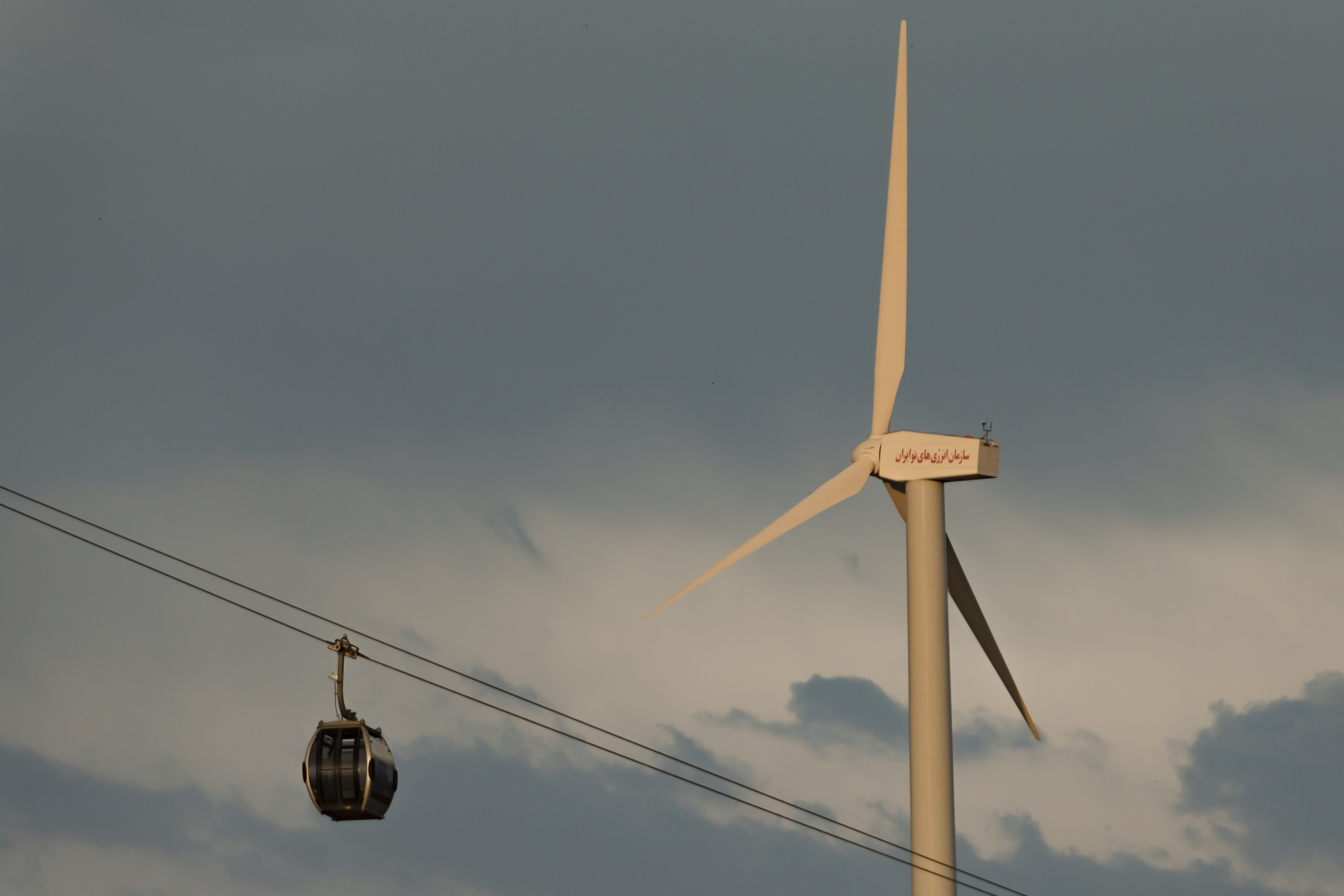
یک توربین بادی بر بلندی‌های شهر تبریز، توان بادی در بسیاری از کشورها در حال گسترش است.

برق تولید شده توسط پنل خورشیدی برپایه مکانیزم متفاوتی است: تابش خورشیدی با بهره‌گیری از اثر فتوولتایی مستقیم به برق تبدیل می‌شود.
متناسب با توسعه اقتصادی کشورها، تقاضا برای الکتریسیته با سرعت بالایی افزایش می‌یابد. در آمریکا، تقاضای برق در سه دهه اول سده بیستم، سالانه ۱۲ درصد افزایش می‌یافت. اکنون کشورهای نو ظهور در عرصه اقتصاد، مانند چین و هند با چنین افزایشی مواجهند. به‌طور تاریخی، افزایش تقاضای برق، از تقاضا برای سایر شکل‌های انرژی پیش افتاده است.: ۱۶ 
نگرانی‌های محیطی از تولید الکتریسیته منجر به افزایش تمرکز برای استفاده از منابع تجدیدپذیر، به‌خصوص توان بادی و انرژی آبی شده است. اگرچه می‌توان انتظار داشت که تأثیر محیطی وسایل مختلف الکتریکی ادامه می‌یابد، شکل نهایی آن تقریباً پاک است.: ۸۹ 

### انتقال و ذخیره‌سازی
اختراع ترانسفورماتور در اواخر قرن نوزدهم، بشر را قادر کرد تا نیروی الکتریکی را با ولتاژی بالاتر ولی جریانی کمتر انتقال دهد. انتقال بهینه انرژی الکتریکی بدین معنا بود که می‌توان الکتریسیته را در یک نیروگاه مرکزی تولید کرد و از صرفه‌جویی در مقیاس سود بُرد، آن‌گاه آن را برای استفاده به فاصله‌های دور فرستاد.
از آنجا که انرژی الکتریکی را نمی‌توان به اندازه‌ای ذخیره کرد که قادر به پاسخ‌گویی تقاضا در سطح ملی باشد، باید در هر زمان، به اندازه‌ای که لازم است، تولید شود. پس صنعت برق باید پیش‌بینی دقیقی از بارگذاری الکتریکی داشته باشد و ارتباط پایداری با نیروگاه‌های خود برقرار کند. باید همواره مقدار معینی از برق، ذخیره شود تا برای مواقع اضطراری و بروز اختلالات، تکیه‌گاهی محکم وجود داشته باشد.
با افزایش استفاده از انرژی‌های تجدیدپذیر متغیر (انرژی بادی یا خورشیدی) در شبکه برق، از بین‌بردن ناترازی عرضه و تقاضا چالش‌برانگیز شده است. استفاده از ذخیره‌سازی انرژی برای از بین بردن این ناترازی رو به افزایش است. چهار گونه فناوری ذخیره انرژی برق درحال تکامل وجود دارد: باتری (ذخیره‌سازی الکتروشیمیایی), ذخیره‌سازی شیمایی مانند هیدروژن، حرارتی یا مکانیکی (مانند نیروگاه تلمبه ذخیره‌ای).

### کاربردها

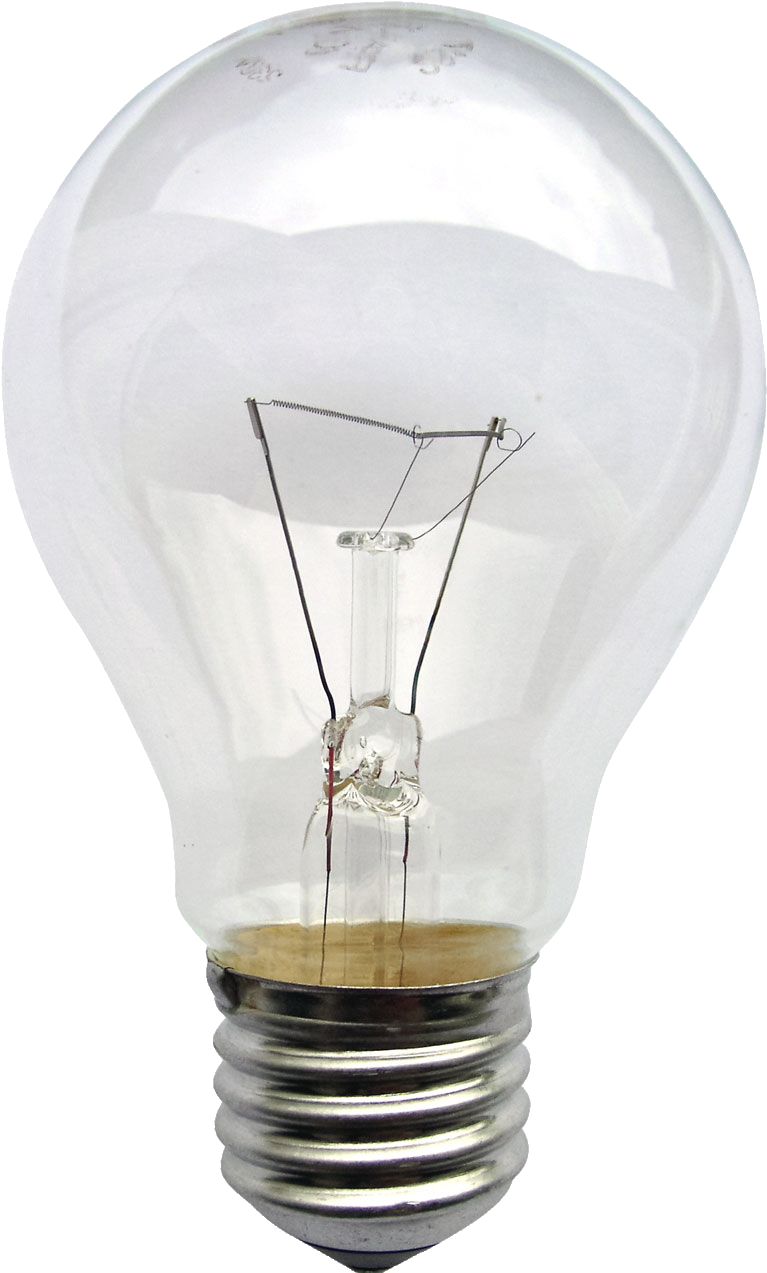
لامپ رشته‌ای، یکی از کاربردهای اولیه الکتریسیته که با گرمایی ژولی کار می‌کند: عبور جریان از مقاومت گرما تولید می‌کند.

الکتریسیته یک راه بسیار مناسب برای انتقال انرژی است و استفاده از آن، متداول و رو به افزایش است. اختراع لامپ رشته‌ای در دهه ۱۸۷۰ سبب شد که نورپردازی به یکی از عمومی‌ترین کاربردهای توان الکتریکی تبدیل شود. اگرچه برق‌رسانی خطرات خاص خود را دارد، جایگزین کردن شعله‌های عریان چراغ نفتی با آن، به‌طور چشم‌گیری حوادث آتش‌سوزی در خانه‌ها و کارخانه‌ها را کاهش داد. امکانات عمومی هم با هدف روبه رشد قرار دادن بازار نورپردازی، در بسیاری از شهرها برقرار شد.
از تأثیر گرمای ژولی در لامپ‌های رشته‌ای، استفاده‌های مستقیم بیشتری در گرمایش الکتریکی می‌شود. درحالی که پرکاربرد و قابل کنترل است، می‌تواند مفید نیز باشد، زیرا بیشتر تولید الکتریکی نیازمند تولید گرما در نیروگاه‌ها هستند. تعدادی از کشورها مانند دانمارک، در زمینه محدود کردن و ممنوعیت استفاده از گرمایش الکتریکی در ساختمان‌های نوساز، قانون وضع کرده‌اند. با این وجود، الکتریسیته یک منبع انرژی پر کاربرد برای گرمایش و خنک‌سازی، با تهویه مطبوع/پمپ‌های حرارتی است که بخش در حال توسعه‌ای برای تقاضای الکتریسیته به نظر می‌رسد و تأثیرات آن سبب شده است که صنعت برق به فکر تأمین این نیاز برآید. انتظار می‌رود که برق‌رسانی نقش عمده‌ای در کربن‌زدایی از بخش‌هایی که به سوزاندن مستقیم سوخت‌های فسیلی وابسته هستند، مانند حمل و نقل (با استفاده از وسیله نقلیه الکتریکی) و گرمایش (با استفاده از پمپ‌های حرارتی) ایفا کند.
اثر الکترومغناطیس به‌طور آشکار در موتور الکتریکی به کار می‌رود، که ابزاری مؤثر و پاک برای توان متحرک فراهم می‌آورد. یک موتور بی‌حرکت مانند وینچ، به راحتی مقداری نیرو فراهم می‌آورد، اما موتوری که با کاربرد برق حرکت می‌کند، مانند یک ماشین برقی، باید یا یک منبع توان مانند باتری را حمل کند یا جریان را از یک اتصال کشویی مانند یک شاخک برقرسان دریافت کند. همچنین از الکتریسیته برای تأمین سوخت حمل و نقل عمومی شامل اتوبوس‌ها و قطارهای برقی استفاده می‌شود.
یکی از اولین کاربردهای الکتریسیته، در مخابرات و تلگراف است که اولین بار در سال ۱۸۳۷ توسط ویلیام فوترگیل کوکه و چارلز ویتستون معرفی شد. با ساخت اولین تلگراف بین‌قاره‌ای و پس از آن تلگراف بین‌‌اقیانوسی در دهه ۱۸۶۰، الکتریسیته جهان را قادر ساخت تا در مدت چند ثانیه ارتباط برقرار کند. تکنولوژی فیبر نوری و ماهواره مخابراتی به‌طور مشترک بازار سیستم برقراری ارتباط را به دست گرفته‌اند، اما به نظر می‌رسد الکتریسیته بخش اساسی این فرایند باقی بماند.

## برق و جهان طبیعی

### اثرات فیزیولوژیکی
اگر به بدن انسان ولتاژی اعمال شود، جریان الکتریکی از بافت‌های آن عبور می‌کند. با اینکه رابطهٔ بین این‌ها غیر خطی است، ولی با افزایش ولتاژ جریان عبوری نیز زیاد می‌شود. آستانهٔ درک انسان با توجه به فرکانس و مسیر عبوری جریان متغیر، ولی برای فرکانس اصلی (در آسیا ۶۰ هرتز) بین ۰٫۱ تا ۱ میلی‌آمپر متغیر است. با این وجود، یک جریان ضعیف در حد میکرو آمپر در شرایط مشخصی به عنوان الکترولرزه توسط بدن تشخیص داده می‌شود. اگر جریان خیلی قوی باشد موجب انقباض ماهیچه‌ها، تارلرزه قلب و سوختگی بافت می‌شود. هیچ مشخصه ظاهری برای یک جسم هادی حاوی الکتریسیته وجود ندارد در نتیجه برق یک خطر منحصربفرد است. دردی که شوک الکتریکی ایجاد می‌کند، می‌تواند شدید باشد و به همین دلیل، در دوران‌های مختلف از آن به‌عنوان یک روش برای شکنجه استفاده شده است. به مرگی که ناشی از شوک الکتریکی باشد مرگ بر اثر الکتریسیته اطلاق می‌شود. در حال حاضر استفاده از این عبارت، جز در بعضی حوزه‌های قضایی، که در آن‌ها به معنی اعدام است، کاهش یافته است.

### پدیده‌های الکتریکی در طبیعت

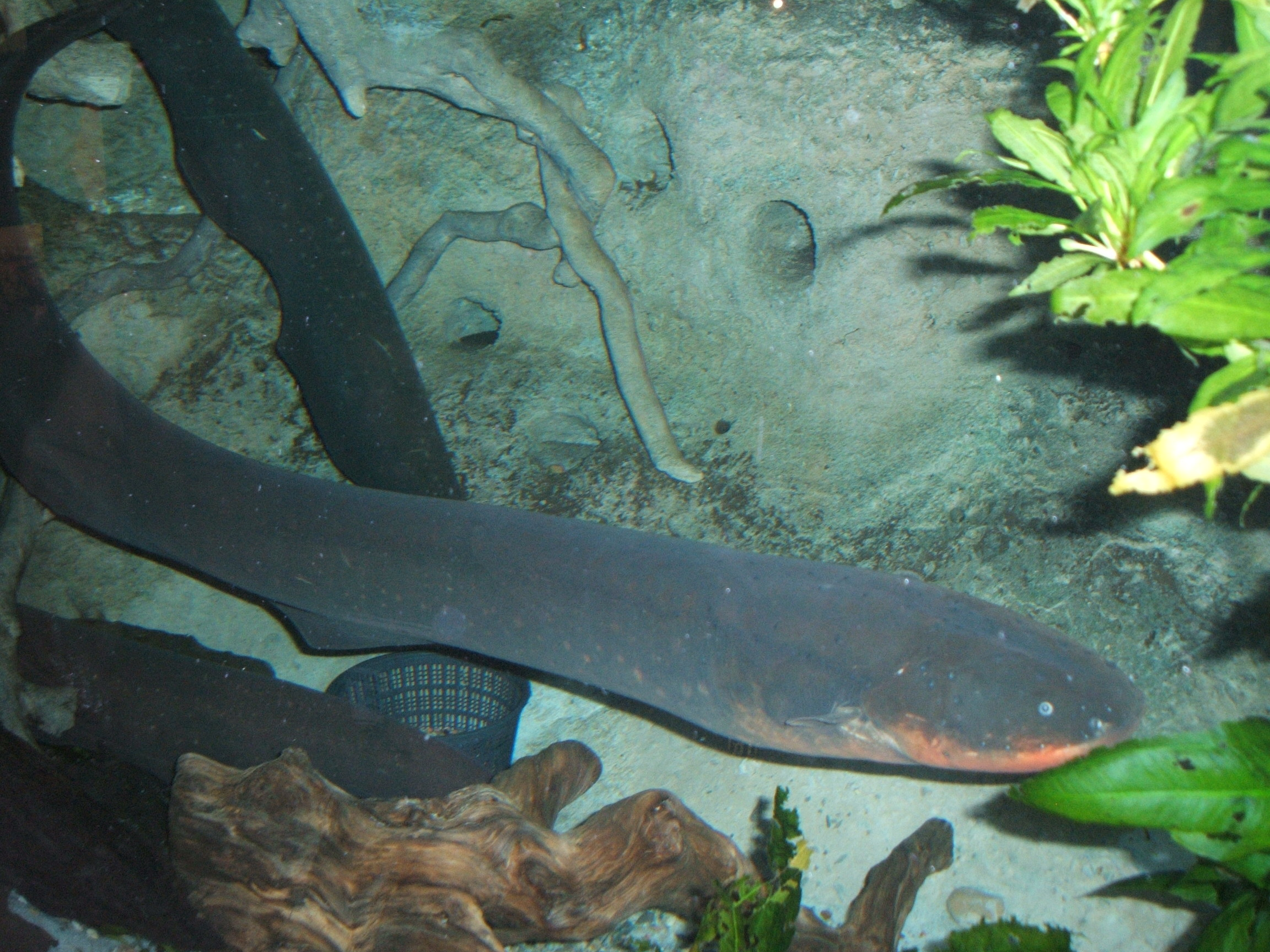
مارماهی الکتریکی با نام الکتروفروس الکتریکوس

الکتریسیته توسط انسان اختراع نشده است و در طبیعت به شکل‌های مختلف وجود دارد. یک نمود همیشگی آن آذرخش است. بسیاری از تعاملات آشنا در حد ماکروسکوپیک مانند حس لامسه، اصطکاک و پیوندهای شیمیایی ناشی از تعاملات بین میدان‌های الکتریکی در مقیاس اتمی هستند. تصور می‌شود که میدان مغناطیسی زمین توسط یک دینام طبیعی ناشی از جریانهای دوار در مرکز سیاره ایجاد شده است. کریستال‌های مشخصی مانند کوارتز و شکر زمانی که تحت فشار قرار می‌گیرند بین دو طرف خود اختلاف پتانسیل ایجاد می‌کنند. این پدیده که اثر فشاربرقی یا پیزوالکتریکی نام دارد و از واژه یونانی piezein به معنی فشار گرفته شده است، در سال ۱۸۸۰ توسط پیر کوری و ژاکس کوری کشف شده است. این اثر، دوطرفه است یعنی اگر یک ماده پیزوالکتریک را در میدان الکتریکی قرار دهیم ابعاد آن به مقدار بسیار ناچیز تغییر می‌کند.
بعضی از موجودات زنده مانند کوسه‌ها قادرند تغییرات میدان الکتریکی را حس کنند و به آن پاسخ دهند. این توانایی را دریافت الکتریسیته گویند. گونه‌های دیگری وجود دارند که قادرند برای شکار یا دفاع از خود ولتاژ ایجاد کنند. به این توانایی، پیدایش الکتروزیستی گویند. راسته برق‌ماهی‌سانان، که معروفترین آن‌ها مارماهی الکتریکی است، قادر است با ایجاد یک ولتاژ قوی توسط سلول‌های تغییریافتهٔ ماهیچه موسوم به الکتروسلول، طعمه خود را تشخیص دهد یا بی‌حس کنند. همهٔ حیوانات اطلاعات را در امتداد غشای سلولی توسط تپش‌های (پالس‌های) ولتاژ انتقال می‌دهند که به آن پتانسیل عمل می‌گویند. وظیفهٔ آن، شامل ایجاد ارتباط بین ماهیچه‌ها و یاخته‌های عصبی توسط دستگاه عصبی است. شوک الکتریکی این سیستم را تحریک می‌کند و موجب انقباض ماهیچه‌ها می‌شود. پتانسیل عمل در بعضی گیاهان مسئول فعالیت‌های هماهنگی است.

## درک فرهنگی
در سال ۱۸۵۰، ویلیام اوارت گلدستون از مایکل فارادی پرسید، چرا الکتریسیته ارزشمند است. فارادی پاسخ داد، «یک روز شما مالیات آن را خواهید پرداخت.» با این حال، طبق گفته سایت اسنوپس «این حکایت را می‌توان در حد افسانه در نطر گرفت زیرا در هیچ‌یک از گزارش‌های فارادی یا معاصرانش (نامه‌ها، روزنامه‌ها یا بیوگرافی‌ها) ذکر نشده و تنها پس از مرگ فارادی به وجود آمده است.».
در قرن نوزدهم و اوایل قرن بیستم، حتی در جهان صنعتی غرب، هنوز الکتریسیته به بخشی از زندگی روزمره مردم تبدیل نشده بود. فرهنگ مردمی زمان، اغلب آن را در قالب نیرویی اسرارآمیز و شبه جادویی به تصویر می‌کشید که قادر بود زندگی را نابود و مرده را زنده کند یا حتی قوانین طبیعت را به زانو درآورد. این گرایش با آزمایش‌های لوییجی گالوانی در سال ۱۷۷۱ ایجاد شد که در آن پاهای قورباغه‌های مرده با به کار بردن الکتریسته حیوانات به حرکت درآمد. اندکی پس از کار گالوانی، «تجدید حیات» یا احیای مجدد افراد ظاهراً مرده یا غرق شده، در ادبیات پزشکی گزارش شد. این نتایج با مری شلی به هنگام انتشار فرانکنشتاین (۱۸۱۹)، مشهور شدند.
با افزایش آشنایی عمومی با الکتریسیته به عنوان نیروی حیاتی انقلاب صنعتی دوم، صاحبانش در نقش‌های مثبتی، مانند کارکنان در «مرگ انگشت در پایان دست‌کش‌هایشان مانند قطعه قطعه کردن سیم‌های زندگی» در شعر پسران مارتا از رودیارد کیپلینگ در سال ۱۹۰۷ ظاهر شدند. ماشین‌های دارای قدرت الکتریکی از تمام انواع، در داستان‌های ماجراجویانه‌ای چون داستان‌های ژول ورن و تام سویفت برجسته شدند. اربابان الکتریسیته، چه تخیلی و چه واقعی، از جمله دانشمندانی چون چارلز آلگرنون پارسونز، و نیکولا تسلا، به عنوان جادوگران علم میان مردم مشهور شدند.
با از بین رفتن تازگی الکتریسیته و تبدیل شدن به ابزاری واجب برای زندگی روزمره در نیمه دوم قرن بیستم، تنها زمانی نیازمند توجه به فرهنگ عامه می‌شد که جریان قطع می‌گشت. افرادی که جریان را برقرار می‌کنند، مانند قهرمانان بی‌نام و نشان آهنگ ویچیتا لینمان (۱۹۶۸)، اثر جیمی وب، هنوز اغلب در هیبت قهرمانانه و جادوگرانه خودنمایی می‌نمایند.